# Arthur Arntzen
Arthur Arntzen, född 10 maj 1937 i Tromsö, är en norsk komiker vars paradfigur, småbrukaren Oluf fra Raillkattlia, har hängt med sedan tiden i ungdomsföreningen där han överraskande blev utsedd att sköta underhållningen med två veckors varsel.